# Lac de Robertville
Le lac de Robertville est un lac de barrage situé en Belgique dans la province de Liège.
D'une superficie de 62 hectares et d'une capacité de 8 000 000 m3, il se trouve dans l'est de la province de Liège, à Robertville dans la commune de Waimes, dans le parc naturel des Hautes-Fagnes-Eifel. D'une hauteur de 54,50 m, le mur du barrage a une épaisseur variant de 58 m à la base à 4 m au sommet. Sa longueur de crête est de 182 m pour un volume de béton et de maçonnerie de 57 000 m3.
Ce barrage de type poids-voûte, qui domine la Warche à 55 mètres, fut créé en 1928 pour fournir la ville de Malmedy en eau potable et alimenter la centrale électrique de Bévercé par une canalisation de 5,4 km.
Activités  : pêche, canotage, mini-golf, tennis, baignade, etc.
En février 2010, le lac fut vidangé afin de permettre le placement d'un film de protection sur la retenue et la réparation et l'entretien des vannes submergées. Le spectacle était assez impressionnant vu la profondeur du lac. Le remplissage après travaux débuta en septembre de la même année.

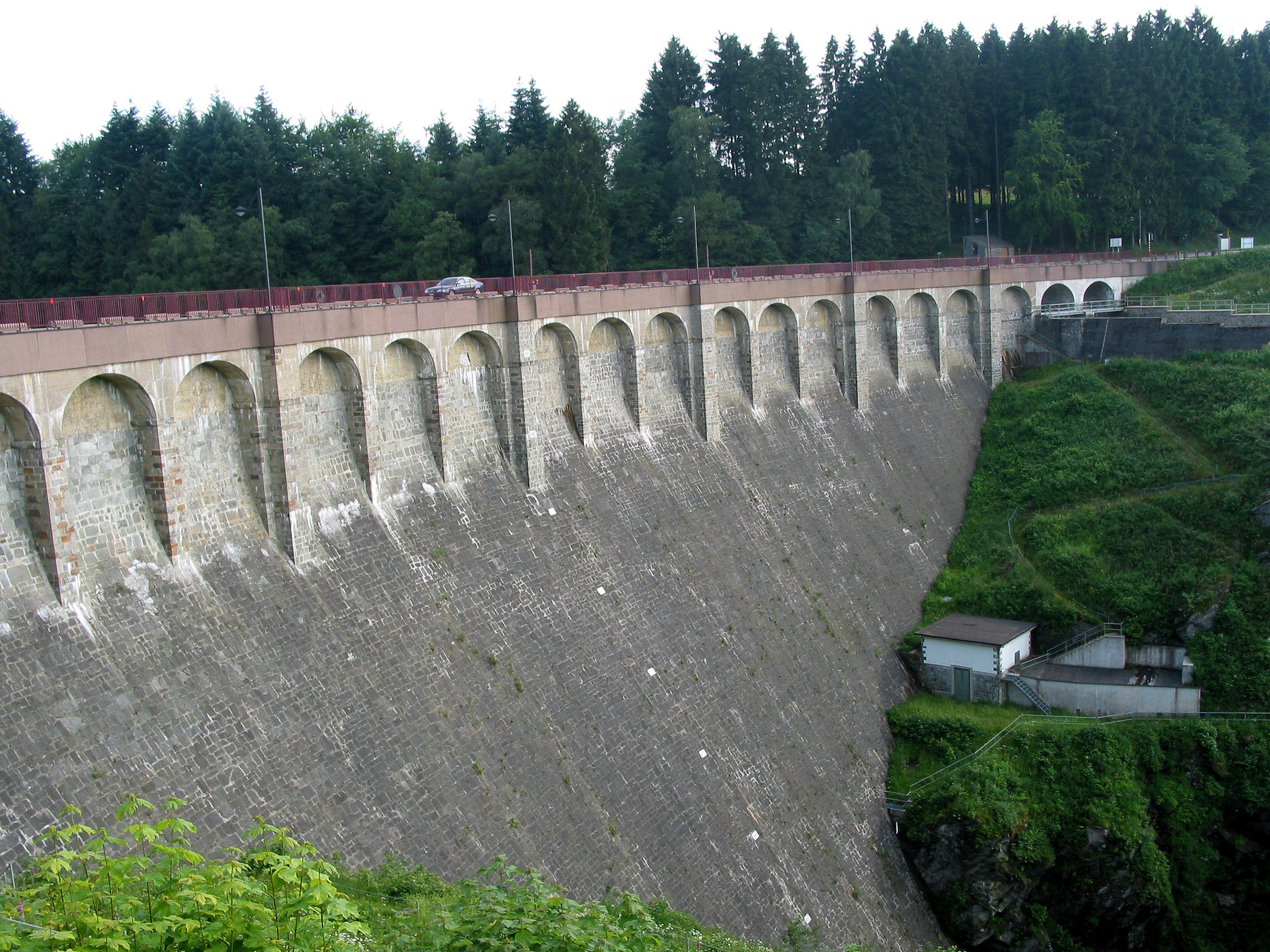
Le barrage

## Littérature
- Guy Lejoly: La construction des barrages sur la Warche (ASBL Malmedy Folklore, 2021)